# قلمرو باسانکوسو
قلمرو باسانکوسو (به لاتین: Basankusu Territory) یک منطقهٔ مسکونی در جمهوری دموکراتیک کنگو است که در ایکواته واقع شده‌است. قلمرو باسانکوسو ۳۳۹٬۴۲۴ نفر جمعیت دارد و ۳۷۱ متر بالاتر از سطح دریا واقع شده‌است.